# چاندلر ایگن
چاندلر ایگن (انگلیسی: Chandler Egan; ۲۱ اوت ۱۸۸۴ – ۵ آوریل ۱۹۳۶) گلف‌باز اهل ایالات متحده آمریکا بود.